# Lijst van rijksmonumenten in Middelburg (binnenstad)/Stadhuis

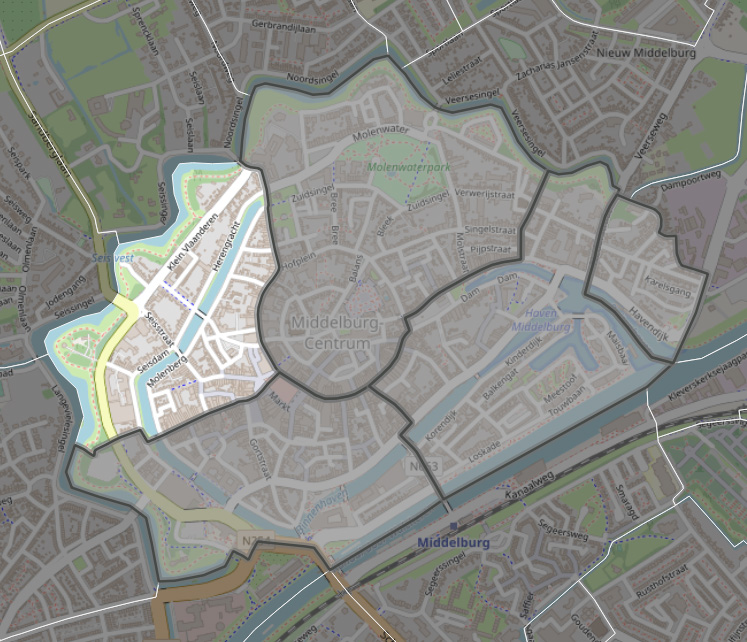
De buurt Stadhuis in de binnenstad van Middelburg

De buurt Stadhuis in de binnenstad van Middelburg heeft 182 inschrijvingen in het rijksmonumentenregister; hieronder een overzicht.
| Object | Oorspronkelijke functie?  | Bouwjaar              | Architect                      | Locatie                 | Coördinaten?                  | Nr.?   | Afbeelding |
| --- | ------------------------- | --------------------- | ------------------------------ | ----------------------- | ----------------------------- | ------ | --- |
| Pakhuis met rechte gevel | Werk-woonhuis             | 18e eeuw              |                                | Beddewijkstraat 7       | 51° 29' 53" NB, 3° 36' 31" OL | 28688  | Pakhuis met rechte gevel |
| Poort | Fort, vesting en -onderdl |                       |                                | Beddewijkstraat 15      | 51° 29' 54" NB, 3° 36' 31" OL | 28689  | Poort |
| Huis met trapgevel waarin ontlastingsboog | Woonhuis                  | 17e eeuw              |                                | Beddewijkstraat 23      | 51° 29' 54" NB, 3° 36' 31" OL | 28690  | Meer afbeeldingen |
| Huis met gepleisterde puntgevel, overkragend op de pui | Werk-woonhuis             | 17e eeuw              |                                | Beddewijkstraat 29      | 51° 29' 55" NB, 3° 36' 31" OL | 28691  | Meer afbeeldingen |
| Pomp | Straatmeubilair           |                       |                                | Helm (Stadhuisplaats)   | 51° 29' 56" NB, 3° 36' 38" OL | 29725  | Meer afbeeldingen |
| Pand met trapgevel, schuifvensters met roedenverdeling | Woonhuis                  | 17e-18e eeuw          |                                | Herengracht 20          | 51° 30' 10" NB, 3° 36' 37" OL | 28921  | Meer afbeeldingen |
| Pand met trapgevel | Woonhuis                  | 17e-19e eeuw          |                                | Herengracht 22          | 51° 30' 10" NB, 3° 36' 37" OL | 28922  | Meer afbeeldingen |
| Pand met lijstgevel aan de gracht, en afgewolfd dak | Woonhuis                  | 17e-18e eeuw          |                                | Herengracht 24          | 51° 30' 10" NB, 3° 36' 37" OL | 28923  | Meer afbeeldingen |
| Pand zonder verdieping met hoog pannen gedekt zadeldak | Woonhuis                  | 17e of 18e eeuw       |                                | Herengracht 32          | 51° 30' 9" NB, 3° 36' 36" OL  | 28924  | Meer afbeeldingen |
| Gepleisterd pand zonder verdieping | Woonhuis                  | 17e of 18e eeuw       |                                | Herengracht 34          | 51° 30' 9" NB, 3° 36' 36" OL  | 28925  | Meer afbeeldingen |
| Oude mannen- en vrouwenhuis | Bejaardentehuis           | 1781-1784             |                                | Herengracht 48          | 51° 30' 8" NB, 3° 36' 32" OL  | 28926  | Meer afbeeldingen |
| Dwarspand met geschilderde gevel aan de gracht en zijtopgevel met vlechtingen | Woonhuis                  | 17e-18e eeuw          |                                | Herengracht 58          | 51° 30' 5" NB, 3° 36' 33" OL  | 28927  | Meer afbeeldingen |
| Dwarspand met geschilderde gevel aan de gracht | Woonhuis                  | 17e-18e eeuw          |                                | Herengracht 62          | 51° 30' 5" NB, 3° 36' 33" OL  | 28928  | Meer afbeeldingen |
| Dwarspand met geschilderde gevel aan de gracht | Woonhuis                  | 17e-18e eeuw          |                                | Herengracht 64          | 51° 30' 5" NB, 3° 36' 33" OL  | 28929  | Meer afbeeldingen |
| Ford dwarspand met gepleisterde lijstgevel | Woonhuis                  | 17e-18e eeuw          |                                | Herengracht 68          | 51° 30' 5" NB, 3° 36' 33" OL  | 28930  | Meer afbeeldingen |
| Pand met geverfde langsgevel aan de zijde van de heerengracht | Woonhuis                  | 1651                  |                                | Herengracht 72          | 51° 30' 4" NB, 3° 36' 33" OL  | 28931  | Meer afbeeldingen |
| Fors pand, onder een schilddak met nr 92 | Woonhuis                  | 18e-19e eeuw          |                                | Herengracht 90          | 51° 30' 3" NB, 3° 36' 31" OL  | 28932  | Meer afbeeldingen |
| Fors pand, onder een schilddak met nr 90 | Woonhuis                  | 18e-19e eeuw          |                                | Herengracht 92          | 51° 30' 3" NB, 3° 36' 31" OL  | 28933  | Meer afbeeldingen |
| Fors pand, onder een schilddak met nr 94 | Woonhuis                  | 18e-19e eeuw          |                                | Herengracht 96          | 51° 30' 2" NB, 3° 36' 31" OL  | 28934  | Meer afbeeldingen |
| Pand zonder verdieping dwarspand met gepleisterde gevel aan de gracht | Woonhuis                  | 18e-19e eeuw          |                                | Herengracht 98          | 51° 30' 2" NB, 3° 36' 31" OL  | 28935  | Meer afbeeldingen |
| Combinatie van twee panden achter een gezamenlijke rechte gevel | Woonhuis                  | 18e-19e eeuw          |                                | Herengracht 126         | 51° 29' 58" NB, 3° 36' 27" OL | 28936  | Meer afbeeldingen |
| Huisje met trapgevel | Woonhuis                  |                       |                                | Klein Vlaanderen 103    | 51° 30' 2" NB, 3° 36' 24" OL  | 29049  | Meer afbeeldingen |
| Huis met rechte gevel | Werk-woonhuis             | 18e eeuw              |                                | Korte Noordstraat 3     | 51° 30' 5" NB, 3° 36' 41" OL  | 29102  | Meer afbeeldingen |
| Huis met geverfde rechte gevel | Woonhuis                  | 17e-18e eeuw          |                                | Korte Noordstraat 7     | 51° 30' 5" NB, 3° 36' 41" OL  | 29103  | Meer afbeeldingen |
| Huis met gepleisterde lijstgevel | Werk-woonhuis             | 18e eeuw              |                                | Korte Noordstraat 9     | 51° 30' 5" NB, 3° 36' 41" OL  | 29104  | Meer afbeeldingen |
| Huis met geverfde ingezwenkte lijstgevel | Werk-woonhuis             | 17e-18e eeuw          |                                | Korte Noordstraat 13    | 51° 30' 5" NB, 3° 36' 41" OL  | 29105  | Meer afbeeldingen |
| Huis met geverfde lijstgevel | Werk-woonhuis             | 18e eeuw              |                                | Korte Noordstraat 17    | 51° 30' 6" NB, 3° 36' 41" OL  | 29106  | Meer afbeeldingen |
| Huis met rechte gevel | Werk-woonhuis             | 1736                  |                                | Korte Noordstraat 21    | 51° 30' 6" NB, 3° 36' 40" OL  | 29108  | Huis met rechte gevel |
| Huis met geverfde lijstgevel | Woonhuis                  | 1734                  |                                | Korte Noordstraat 29    | 51° 30' 7" NB, 3° 36' 40" OL  | 29109  | Meer afbeeldingen |
| Huis met gepleisterde rechte gevel | Woonhuis                  | 19e eeuw              |                                | Korte Noordstraat 31    | 51° 30' 7" NB, 3° 36' 40" OL  | 29110  | Meer afbeeldingen |
| Huis met geverfde trapgevel, de treden afgedekt met natuursteen | Woonhuis                  | 17e eeuw              |                                | Korte Noordstraat 33    | 51° 30' 7" NB, 3° 36' 40" OL  | 29111  | Meer afbeeldingen |
| Huis met gepleisterde rechte gevel | Woonhuis                  | 18e eeuw              |                                | Korte Noordstraat 37    | 51° 30' 7" NB, 3° 36' 40" OL  | 29112  | Meer afbeeldingen |
| Huis met geverfde lijstgevel, gedateerd door jaartalankers 1649 | Woonhuis                  | 1649                  |                                | Korte Noordstraat 39    | 51° 30' 7" NB, 3° 36' 40" OL  | 29113  | Meer afbeeldingen |
| Huis met eenvoudige lijstgevel | Werk-woonhuis             | 18e-19e eeuw          |                                | Kromme Weele 1          | 51° 29' 55" NB, 3° 36' 31" OL | 29131  | Huis met eenvoudige lijstgevel |
| Apart genummerde ingang in gepleisterde zijgevel van hoekhuis vlasmarkt | Onderdeel woningen e.d.   |                       |                                | Kromme Weele 2          | 51° 29' 55" NB, 3° 36' 31" OL | 29142  | Apart genummerde ingang in gepleisterde zijgevel van hoekhuis vlasmarkt |
| Sint Sebastiaansdoelen | Vergadering en vereniging | 19e eeuw (?)          |                                | Kromme Weele 5          | 51° 29' 54" NB, 3° 36' 29" OL | 29132  | Meer afbeeldingen |
| Huis met eenvoudige lijstgevel | Woonhuis                  |                       |                                | Kromme Weele 7          | 51° 29' 55" NB, 3° 36' 30" OL | 29133  | Meer afbeeldingen |
| Huis met gepleisterde lijstgevel | Werk-woonhuis             |                       |                                | Kromme Weele 8          | 51° 29' 56" NB, 3° 36' 31" OL | 29143  | Meer afbeeldingen |
| Huis met gepleisterde afgeknotte halsgevel | Woonhuis                  |                       |                                | Kromme Weele 9          | 51° 29' 55" NB, 3° 36' 30" OL | 29134  | Meer afbeeldingen |
| Huis met gepleisterde klokgevel | Woonhuis                  |                       |                                | Kromme Weele 10         | 51° 29' 56" NB, 3° 36' 30" OL | 29144  | Meer afbeeldingen |
| Huis met rechte gevel | Woonhuis                  |                       |                                | Kromme Weele 11         | 51° 29' 55" NB, 3° 36' 30" OL | 29135  | Huis met rechte gevel |
| Huis met geverfde rechte gevel | Woonhuis                  |                       |                                | Kromme Weele 13         | 51° 29' 55" NB, 3° 36' 30" OL | 29136  | Huis met geverfde rechte gevel |
| Huis met gepleisterde lijstgevel | Woonhuis                  |                       |                                | Kromme Weele 16         | 51° 29' 56" NB, 3° 36' 30" OL | 29145  | Meer afbeeldingen |
| Huis genaamd 'De houttuin' met rechte gevel | Woonhuis                  |                       |                                | Kromme Weele 17         | 51° 29' 56" NB, 3° 36' 30" OL | 29137  | Huis genaamd 'De houttuin' met rechte gevel |
| Huis met gepleisterde lijstgevel | Werk-woonhuis             |                       |                                | Kromme Weele 17A        | 51° 29' 56" NB, 3° 36' 29" OL | 29138  | Huis met gepleisterde lijstgevel |
| Huis met rechte gevel, kroonlijst met consoles en datering 1732 | Werk-woonhuis             |                       |                                | Kromme Weele 19         | 51° 29' 56" NB, 3° 36' 29" OL | 29139  | Meer afbeeldingen |
| Huis met rechte gevel aan de straat | Werk-woonhuis             |                       |                                | Kromme Weele 21/23      | 51° 29' 56" NB, 3° 36' 29" OL | 29140  | Meer afbeeldingen |
| Huis met eenvoudige gepleisterde lijstgevel | Woonhuis                  |                       |                                | Kromme Weele 25         | 51° 29' 56" NB, 3° 36' 29" OL | 29146  | Huis met eenvoudige gepleisterde lijstgevel |
| Hoekhuis penninghoeksingel genaamd 'De silveren schaal' | Woonhuis                  |                       |                                | Kromme Weele 26         | 51° 29' 57" NB, 3° 36' 29" OL | 29147  | Hoekhuis penninghoeksingel genaamd 'De silveren schaal' |
| Huis met gepleisterde lijstgevel op hoek molenberg | Werk-woonhuis             |                       |                                | Kromme Weele 27         | 51° 29' 57" NB, 3° 36' 29" OL | 29141  | Meer afbeeldingen |
| Huis met rechte gevel | Woonhuis                  | 18e eeuw              |                                | Lambrechtstraat 2       | 51° 30' 6" NB, 3° 36' 40" OL  | 29107  | Meer afbeeldingen |
| Huis met geverfde lijstgevel op gepleisterde plint | Woonhuis                  | 17e-18e eeuw          |                                | Lange Noordstraat 19    | 51° 29' 59" NB, 3° 36' 38" OL | 29174  | Huis met geverfde lijstgevel op gepleisterde plint |
| Huis met rechte gevel | Woonhuis                  | 18e eeuw              |                                | Lange Noordstraat 23    | 51° 29' 59" NB, 3° 36' 38" OL | 29175  | Meer afbeeldingen |
| Huis met geverfde rechte gevel | Werk-woonhuis             | 18e eeuw              |                                | Lange Noordstraat 25    | 51° 29' 59" NB, 3° 36' 38" OL | 29176  | Meer afbeeldingen |
| Huis met gepleisterde lijstgevel | Werk-woonhuis             | 18e eeuw              |                                | Lange Noordstraat 27    | 51° 29' 60" NB, 3° 36' 38" OL | 29177  | Meer afbeeldingen |
| Breed patriciershuis met rechte gevel op hardstenen plint | Woonhuis                  | tweede helft 18e eeuw |                                | Lange Noordstraat 29    | 51° 29' 60" NB, 3° 36' 38" OL | 29178  | Meer afbeeldingen |
| Huis met lijstgevel op hardstenen voet | Werk-woonhuis             | 18e eeuw              |                                | Lange Noordstraat 31    | 51° 30' 0" NB, 3° 36' 38" OL  | 29179  | Meer afbeeldingen |
| Huis met geverfde trapgevel, door overdwarse toppinakel bekroond | Woonhuis                  | 17e eeuw              |                                | Lange Noordstraat 33    | 51° 30' 1" NB, 3° 36' 38" OL  | 29180  | Meer afbeeldingen |
| Huis met dubbel ingezwenkte gepleisterde topgevel | Werk-woonhuis             | 17e-18e eeuw          |                                | Lange Noordstraat 35    | 51° 30' 1" NB, 3° 36' 38" OL  | 29181  | Meer afbeeldingen |
| Huis genaamd 'De pyramide' | Handel en kantoor         | 18e eeuw              |                                | Lange Noordstraat 37    | 51° 30' 1" NB, 3° 36' 38" OL  | 29182  | Meer afbeeldingen |
| Huis met elf traveeën brede rechte gevel op natuurstenen voet en aan weerszijden afgesloten door blokpilasters | Woonhuis                  | 1823                  |                                | Lange Noordstraat 39    | 51° 30' 1" NB, 3° 36' 38" OL  | 29183  | Meer afbeeldingen |
| Huis met gepleisterde lijstgevel, onder een kap met de nrs 43 en 45 | Woonhuis                  | 18e-19e eeuw          |                                | Lange Noordstraat 41    | 51° 30' 2" NB, 3° 36' 39" OL  | 29184  | Meer afbeeldingen |
| Huis met smalle geverfde lijstgevel | Werk-woonhuis             | 18e eeuw              |                                | Lange Noordstraat 43    | 51° 30' 2" NB, 3° 36' 39" OL  | 29185  | Meer afbeeldingen |
| Huis met gepleisterde lijstgevel | Werk-woonhuis             | 18e-19e eeuw          |                                | Lange Noordstraat 45    | 51° 30' 2" NB, 3° 36' 39" OL  | 29186  | Meer afbeeldingen |
| Huis met hardstenen rechte gevel | Woonhuis                  | 18e eeuw              |                                | Lange Noordstraat 47    | 51° 30' 3" NB, 3° 36' 39" OL  | 29187  | Meer afbeeldingen |
| Huis met lijstgevel | Woonhuis                  | 18e eeuw              |                                | Lange Noordstraat 51    | 51° 30' 3" NB, 3° 36' 39" OL  | 29188  | Huis met lijstgevel |
| Huis met geverfde rechte gevel | Woonhuis                  | 18e eeuw              |                                | Lange Noordstraat 53    | 51° 30' 3" NB, 3° 36' 40" OL  | 29189  | Meer afbeeldingen |
| Huis met geverfde lijstgevel | Werk-woonhuis             | 18e eeuw              |                                | Lange Noordstraat 55    | 51° 30' 3" NB, 3° 36' 40" OL  | 29190  | Meer afbeeldingen |
| Huis met geverfde rechte gevel | Werk-woonhuis             | 18e eeuw              |                                | Lange Noordstraat 57    | 51° 30' 3" NB, 3° 36' 40" OL  | 29191  | Meer afbeeldingen |
| Huis met rechte gevel op voet van hardsteen met zwartgeverfde banden | Werk-woonhuis             | 18e eeuw              |                                | Lange Noordstraat 61    | 51° 30' 4" NB, 3° 36' 40" OL  | 29192  | Meer afbeeldingen |
| Pand van vijf traveeën met brede lijstgevel | Woonhuis                  | 18e eeuw              |                                | Lange Noordstraat 63    | 51° 30' 4" NB, 3° 36' 41" OL  | 29193  | Meer afbeeldingen |
| Huis met geverfde, aan de hoeken ingezwenkte lijstgevel met hardstenen band aan de voet | Woonhuis                  | 17e-18e eeuw          |                                | Lange Noordstraat 65    | 51° 30' 4" NB, 3° 36' 41" OL  | 29194  | Meer afbeeldingen |
| Huis met geverfde lijstgevel | Werk-woonhuis             | 18e-19e eeuw          |                                | Lange Noordstraat 67    | 51° 30' 4" NB, 3° 36' 41" OL  | 29195  | Meer afbeeldingen |
| Huis met gepleisterde lijstgevel, gecombineerd met buurhuis 'De saijer' met gecementeerde puntgevel, die cartouches vertoont met anno 1616 | Werk-woonhuis             | 1616                  |                                | Langeviele bij 2        | 51° 29' 53" NB, 3° 36' 35" OL | 29231  | Meer afbeeldingen |
| Huis met gecementeerde lijstgevel | Woonhuis                  | 17e-18e eeuw          |                                | Langeviele 4            | 51° 29' 53" NB, 3° 36' 34" OL | 29232  | Meer afbeeldingen |
| Huis met rechte gevel en in panelen jaartal | Woonhuis                  | 1736 (jaartal)        |                                | Langeviele 8            | 51° 29' 53" NB, 3° 36' 34" OL | 29233  | Meer afbeeldingen |
| Huis met gepleisterde lijstgevel | Woonhuis                  | 18e eeuw              |                                | Langeviele 10           | 51° 29' 53" NB, 3° 36' 33" OL | 29234  | Meer afbeeldingen |
| Huis met gepleisterde rechte gevel | Werk-woonhuis             | 1737                  |                                | Langeviele 14           | 51° 29' 53" NB, 3° 36' 33" OL | 29235  | Meer afbeeldingen |
| Huis met gepleisterde rechte gevel | Woonhuis                  | 18e eeuw              |                                | Langeviele 16           | 51° 29' 53" NB, 3° 36' 33" OL | 29236  | Meer afbeeldingen |
| Huis met gepleisterde rechte gevel, kroonlijst met consoles en modillons | Woonhuis                  | 18e eeuw              |                                | Langeviele 18           | 51° 29' 53" NB, 3° 36' 32" OL | 29237  | Meer afbeeldingen |
| Huis met gepleisterde gevel | Werk-woonhuis             | 18e eeuw              |                                | Langeviele 20           | 51° 29' 53" NB, 3° 36' 32" OL | 29238  | Meer afbeeldingen |
| Huis met gepleisterde lijstgevel | Werk-woonhuis             | 18e eeuw              |                                | Langeviele 24           | 51° 29' 52" NB, 3° 36' 32" OL | 29239  | Meer afbeeldingen |
| Breed huis met lijstgevel op natuurstenen plint met zwart geverfde decoratie | Werk-woonhuis             | 18e eeuw              |                                | Langeviele 26           | 51° 29' 52" NB, 3° 36' 31" OL | 29240  | Meer afbeeldingen |
| Combinatie van gepleisterde lijstgevel | Werk-woonhuis             | 17e/18e/19e eeuw      |                                | Langeviele 30           | 51° 29' 52" NB, 3° 36' 31" OL | 29241  | Combinatie van gepleisterde lijstgevel |
| Huis met lijstgevel, aan de hoeken ingezwenkt | Werk-woonhuis             | 18e eeuw              |                                | Langeviele 40           | 51° 29' 52" NB, 3° 36' 30" OL | 29242  | Meer afbeeldingen |
| Huis met gepleisterde lijstgevel | Werk-woonhuis             | 18e eeuw              |                                | Langeviele 42           | 51° 29' 52" NB, 3° 36' 30" OL | 29243  | Meer afbeeldingen |
| Huis genaamd 'D'Eerste vrucht' | Werk-woonhuis             | 18e eeuw              |                                | Langeviele 44           | 51° 29' 52" NB, 3° 36' 29" OL | 29244  | Meer afbeeldingen |
| Huis met lijstgevel | Werk-woonhuis             | 18e eeuw              |                                | Langeviele 46           | 51° 29' 52" NB, 3° 36' 29" OL | 29245  | Meer afbeeldingen |
| Huis met gepleisterde gevel | Werk-woonhuis             | 1736 (jaartal)        |                                | Langeviele 48           | 51° 29' 52" NB, 3° 36' 29" OL | 29246  | Meer afbeeldingen |
| Huis met gepleisterde rechte gevel | Werk-woonhuis             | 1730 (gedateerd)      |                                | Langeviele 58           | 51° 29' 51" NB, 3° 36' 28" OL | 29248  | Huis met gepleisterde rechte gevel |
| Huis met rechte gevel en schilddak aan de straat, gootlijst op modillons | Werk-woonhuis             | 17e eeuw              |                                | Langeviele 62           | 51° 29' 51" NB, 3° 36' 28" OL | 29247  | Huis met rechte gevel en schilddak aan de straat, gootlijst op modillons |
| Huis met rechte gevel met verminkte lijst | Werk-woonhuis             | 18e eeuw              |                                | Langeviele 66           | 51° 29' 51" NB, 3° 36' 27" OL | 29249  | Meer afbeeldingen |
| Huis met in blokken gepleisterde lijstgevel | Werk-woonhuis             | 17e-18e eeuw          |                                | Langeviele 70           | 51° 29' 52" NB, 3° 36' 27" OL | 29250  | Meer afbeeldingen |
| Huis met rechte gevel | Werk-woonhuis             | 1725 (gedateerd)      |                                | Langeviele 74           | 51° 29' 51" NB, 3° 36' 27" OL | 29251  | Meer afbeeldingen |
| Huis met gecementeerde rechte gevel | Woonhuis                  | 1760 (gedateerd)      |                                | Langeviele 76           | 51° 29' 51" NB, 3° 36' 27" OL | 29252  | Meer afbeeldingen |
| Huis met lijstgevel, onder een kap met nr 76 | Woonhuis                  | 1760 (gedateerd)      |                                | Langeviele 78           | 51° 29' 51" NB, 3° 36' 26" OL | 29253  | Meer afbeeldingen |
| Stadhuis | Overheidsgebouw           | 1452-1520             | leden familie Keldermans       | Markt 1                 | 51° 29' 56" NB, 3° 36' 40" OL | 29284  | Meer afbeeldingen |
| Pand 'De rode toren' | Woonhuis                  |                       |                                | Markt 83                | 51° 29' 55" NB, 3° 36' 38" OL | 29285  | Meer afbeeldingen |
| Pand | Werk-woonhuis             | 17e-18e eeuw          |                                | Markt 85                | 51° 29' 56" NB, 3° 36' 39" OL | 29286  | Meer afbeeldingen |
| Hoekpand met verdieping en zadeldak tussen puntgevels met vlechtingen | Woonhuis                  | 17e eeuw              |                                | Molenberg 61            | 51° 29' 52" NB, 3° 36' 25" OL | 29287  | Meer afbeeldingen |
| Rioolgemaal | Gemaal                    | 1927                  |                                | Klein Vlaanderen 2      | 51° 30' 12" NB, 3° 36' 36" OL | 508328 | Meer afbeeldingen |
| Apart genummerde achteringang met voordeur in de zijgevel van het huis vlasmarkt 34 | Woonhuis                  |                       |                                | Penninghoek 1           | 51° 29' 56" NB, 3° 36' 33" OL | 29390  | Upload foto |
| Huis met rechte gevel, gootlijst op klossen | Woonhuis                  |                       |                                | Penninghoek 3           | 51° 29' 56" NB, 3° 36' 34" OL | 29391  | Upload foto |
| Huis met lijstgevel, onderbouw gecementeerd | Woonhuis                  | 17e-18e eeuw          |                                | Penninghoeksingel 97    | 51° 29' 57" NB, 3° 36' 30" OL | 29392  | Meer afbeeldingen |
| Huis met gecementeerde lijstgevel | Woonhuis                  |                       |                                | Penninghoeksingel 99    | 51° 29' 57" NB, 3° 36' 30" OL | 29393  | Meer afbeeldingen |
| Twee panden met gepleisterde lijstgevel tezamen gevoegd onder een dak | Werk-woonhuis             |                       |                                | Pottenmarkt 2           | 51° 29' 54" NB, 3° 36' 37" OL | 29398  | Meer afbeeldingen |
| Huis met eenvoudige lijstgevel | Woonhuis                  |                       |                                | Pottenmarkt 4           | 51° 29' 54" NB, 3° 36' 37" OL | 29399  | Meer afbeeldingen |
| Huis genaamd 'Het boogken' met gecementeerde klokgevel | Woonhuis                  |                       |                                | Pottenmarkt 6           | 51° 29' 54" NB, 3° 36' 37" OL | 29400  | Meer afbeeldingen |
| Huis genaamd 'Het dorstigh hert' met geverfde lijstgevel | Werk-woonhuis             |                       |                                | Pottenmarkt 8           | 51° 29' 54" NB, 3° 36' 36" OL | 29401  | Meer afbeeldingen |
| Huis met trapgevel, door muurankers gedateerd 1618 | Woonhuis                  |                       |                                | Pottenmarkt 10          | 51° 29' 54" NB, 3° 36' 36" OL | 29402  | Meer afbeeldingen |
| Huis met trapgevel van lichte baksteen | Werk-woonhuis             |                       |                                | Pottenmarkt 12          | 51° 29' 54" NB, 3° 36' 36" OL | 29403  | Meer afbeeldingen |
| Fragment met geverfde lijstgevel | Onderdeel woningen e.d.   |                       |                                | Pottenmarkt 14          | 51° 29' 54" NB, 3° 36' 36" OL | 29404  | Meer afbeeldingen |
| Huis met gepleisterde lijstgevel | Woonhuis                  |                       |                                | Pottenmarkt 22          | 51° 29' 54" NB, 3° 36' 35" OL | 29405  | Meer afbeeldingen |
| Huis met aan de pottenmarkt brede zijgevel met eenvoudige consoles in de lijst, en aan de zijde van de lange viele ingezwenkte lijstgevel met datering 1721 | Woonhuis                  |                       |                                | Pottenmarkt 24          | 51° 29' 53" NB, 3° 36' 35" OL | 29406  | Meer afbeeldingen |
| Apart genummerde ingang in zijgevel van hoekhuis pottenmarkt | Woonhuis                  |                       |                                | Schuiffelstraat 1       | 51° 29' 54" NB, 3° 36' 35" OL | 29453  | Meer afbeeldingen |
| Begraafplaats Hoogduitse Joden, bevat een aantal hardstenen zerken | Begraafplaats en -onderdl |                       |                                | Seisbolwerk 15          | 51° 29' 59" NB, 3° 36' 19" OL | 29477  | Upload foto |
| De Seismolen | Industrie- en poldermolen | 1728                  |                                | Seisbolwerk 26          | 51° 29' 58" NB, 3° 36' 13" OL | 29478  | Meer afbeeldingen |
| Breed pand met schilddak en dakkapel met kleine roedenverdeling | Woonhuis                  |                       |                                | Seisdam 12              | 51° 29' 57" NB, 3° 36' 26" OL | 29479  | Meer afbeeldingen |
| Pand met geverfde lijstgevel | Woonhuis                  |                       |                                | Seisdam 14              | 51° 29' 57" NB, 3° 36' 25" OL | 29480  | Meer afbeeldingen |
| Pand met gepleisterde lijstgevel, lijst met consoles, schuifvensters met brede middenstijl | Woonhuis                  |                       |                                | Seisdam 24              | 51° 29' 57" NB, 3° 36' 24" OL | 29481  | Meer afbeeldingen |
| Pand met lijstgevel | Woonhuis                  |                       |                                | Seisdam 26              | 51° 29' 57" NB, 3° 36' 24" OL | 29482  | Meer afbeeldingen |
| Tweezijdig aangebouwd herenhuis op rechtoekige plattegrond, voorzien vansouterrain, twee woonlagen en een kapverdieping | Woonhuis                  | 1903                  | C.A. Goethals                  | Seisdam 28              | 51° 29' 57" NB, 3° 36' 23" OL | 508335 | Meer afbeeldingen |
| Pand, samen met nr 36 onder een schilddak en met gecombineerde lijstgevel | Woonhuis                  |                       |                                | Seisdam 34              | 51° 29' 56" NB, 3° 36' 23" OL | 29483  | Meer afbeeldingen |
| Pand, samen met nr 34 onder een schilddak en met gecombineerde lijstgevel | Woonhuis                  |                       |                                | Seisdam 36              | 51° 29' 56" NB, 3° 36' 22" OL | 29484  | Meer afbeeldingen |
| Pand met lijstgevel, geverfde plint | Woonhuis                  |                       |                                | Seisdam 38              | 51° 29' 56" NB, 3° 36' 22" OL | 29485  | Meer afbeeldingen |
| Reinigingsgebouwtje | Begraafplaats en -onderdl | 1900                  |                                | Seisplein 15            | 51° 30' 0" NB, 3° 36' 21" OL  | 508330 | Meer afbeeldingen |
| Onderkelderd dwarshuis met geverfde gevel | Woonhuis                  |                       |                                | Seisstraat 12           | 51° 29' 59" NB, 3° 36' 26" OL | 29488  | Meer afbeeldingen |
| Huis met geverfde topgevel, door middel van een lijst ingekort | Woonhuis                  |                       |                                | Seisstraat 14           | 51° 29' 59" NB, 3° 36' 26" OL | 29489  | Meer afbeeldingen |
| Huis met rechte lijstgevel | Woonhuis                  |                       |                                | Seisstraat 15           | 51° 29' 59" NB, 3° 36' 26" OL | 29487  | Huis met rechte lijstgevel |
| Pand met gepleisterde lijstgevel en zadeldak tussen zijtopgevels met vlechtingen | Woonhuis                  |                       |                                | Seisstraat 16           | 51° 29' 59" NB, 3° 36' 26" OL | 29490  | Meer afbeeldingen |
| Engelse Kerk | Kerk en kerkonderdeel     |                       |                                | Simpelhuisstraat 10     | 51° 29' 57" NB, 3° 36' 36" OL | 29491  | Meer afbeeldingen |
| zandstenen poortje naast de Engelse Kerk | Fort, vesting en -onderdl | 1636                  |                                | Simpelhuisstraat bij 10 | 51° 29' 59" NB, 3° 36' 34" OL | 28731  | Upload foto |
| Voormalige simpelhuis | Klooster, kloosteronderdl | 1611                  |                                | Simpelhuisstraat 12     | 51° 29' 57" NB, 3° 36' 35" OL | 29492  | Meer afbeeldingen |
| Sint Antheunishofje | Sociale zorg, liefdadigh. | 17e eeuw              |                                | Sint Antheunisstraat 8  | 51° 30' 4" NB, 3° 36' 37" OL  | 28680  | Meer afbeeldingen |
| Huis met trapgevel, de treden gedekt door hardstenen dekplaten | Woonhuis                  |                       |                                | Sint Sebastiaanstraat 4 | 51° 29' 59" NB, 3° 36' 37" OL | 29466  | Meer afbeeldingen |
| Bolwerk iibastion met voorliggende gracht | Gracht                    |                       |                                | Vesting Middelburg      | 51° 29' 53" NB, 3° 36' 16" OL | 482107 | Upload foto |
| Bolwerk iiibastion met voorliggende gracht | Gracht                    |                       |                                | Vesting Middelburg      | 51° 29' 53" NB, 3° 36' 16" OL | 482109 | Upload foto |
| Bolwerk iv bastion met voorliggende gracht | Gracht                    |                       |                                | Vesting Middelburg      | 51° 30' 8" NB, 3° 36' 27" OL  | 482111 | Upload foto |
| Bolwerk vbastion met voorliggende gracht | Gracht                    |                       |                                | Vesting Middelburg      | 51° 30' 8" NB, 3° 36' 27" OL  | 482113 | Upload foto |
| Courtine i-iicourtine met voorliggende gracht | Gracht                    |                       |                                | Vesting Middelburg      | 51° 29' 53" NB, 3° 36' 16" OL | 482106 | Upload foto |
| Courtine ii-iiicourtine met voorliggende gracht | Gracht                    |                       |                                | Vesting Middelburg      | 51° 29' 53" NB, 3° 36' 16" OL | 482108 | Upload foto |
| Courtine iii-ivcourtine met voorliggende gracht | Gracht                    |                       |                                | Vesting Middelburg      | 51° 29' 53" NB, 3° 36' 16" OL | 482110 | Upload foto |
| Courtine iv-vcourtine met voorliggende gracht | Gracht                    |                       |                                | Vesting Middelburg      | 51° 30' 8" NB, 3° 36' 27" OL  | 482112 | Upload foto |
| Courtine v-vicourtine met voorliggende gracht | Gracht                    |                       |                                | Vesting Middelburg      | 51° 30' 8" NB, 3° 36' 27" OL  | 482114 | Upload foto |
| Middeleeuwse vestinggrachtrestant van de middeleeuwse gracht | Gracht                    |                       |                                | Vesting Middelburg      | 51° 29' 60" NB, 3° 36' 31" OL | 482125 | Upload foto |
| Middeleeuwse vestinggrachtrestant van de middeleeuwse gracht | Gracht                    |                       |                                | Vesting Middelburg      | 51° 29' 60" NB, 3° 36' 31" OL | 482126 | Upload foto |
| Middeleeuwse vestinggrachtrestant van de middeleeuwse gracht ter breedte van | Gracht                    |                       |                                | Vesting Middelburg      | 51° 29' 60" NB, 3° 36' 31" OL | 482124 | Upload foto |
| Restanten van de voormalige omwalling van 1595-1598, gewijzigd in 1848, omgevormd tot plantsoenen naar ontwerp van Zocher. Omvat de bolwerken van de Veerseweg (oost) tot aan de Winterstraat (zuidwest), in totaal negen voormalige bastions met de voor de aardwerken liggende vest. | Vestingwal                |                       |                                | Restanten omwalling     | 51° 29' 53" NB, 3° 36' 16" OL | 29719  | Restanten van de voormalige omwalling van 1595-1598, gewijzigd in 1848, omgevormd tot plantsoenen naar ontwerp van Zocher. Omvat de bolwerken van de Veerseweg (oost) tot aan de Winterstraat (zuidwest), in totaal negen voormalige bastions met de voor de aardwerken liggende vest. |
| Geen zelfstandig pand | Onderdeel woningen e.d.   |                       |                                | Vlasmarkt 1             | 51° 29' 55" NB, 3° 36' 38" OL | 29624  | Upload foto |
| Huis met rechte gevel onder schilddak | Werk-woonhuis             |                       |                                | Vlasmarkt 2             | 51° 29' 55" NB, 3° 36' 38" OL | 29638  | Meer afbeeldingen |
| Huis met gebosseerd gepleisterde lijstgevel | Werk-woonhuis             |                       |                                | Vlasmarkt 4             | 51° 29' 55" NB, 3° 36' 38" OL | 29639  | Meer afbeeldingen |
| Huis met gepleisterde lijstgevel onder leien dak | Woonhuis                  |                       |                                | Vlasmarkt 6             | 51° 29' 56" NB, 3° 36' 38" OL | 29640  | Meer afbeeldingen |
| Uit twee delen samengevoegd pand met gepleisterde lijstgevel | Woonhuis                  |                       |                                | Vlasmarkt 6             | 51° 29' 55" NB, 3° 36' 37" OL | 29641  | Meer afbeeldingen |
| Huis met gepleisterde lijstgevel | Woonhuis                  |                       |                                | Vlasmarkt 11            | 51° 29' 55" NB, 3° 36' 36" OL | 29625  | Meer afbeeldingen |
| Huis met gepleisterde rechte gevel onder een lijst met nr 14 | Werk-woonhuis             |                       |                                | Vlasmarkt 12            | 51° 29' 56" NB, 3° 36' 37" OL | 29642  | Meer afbeeldingen |
| Huis met brede lijstgevel onder schilddak | Werk-woonhuis             |                       |                                | Vlasmarkt 13            | 51° 29' 55" NB, 3° 36' 36" OL | 29626  | Meer afbeeldingen |
| Huis met gepleisterde lijstgevel | Woonhuis                  |                       |                                | Vlasmarkt 14            | 51° 29' 56" NB, 3° 36' 36" OL | 29643  | Meer afbeeldingen |
| Huis met geverfde lijstgevel | Werk-woonhuis             |                       |                                | Vlasmarkt 17            | 51° 29' 55" NB, 3° 36' 36" OL | 29627  | Meer afbeeldingen |
| Huis met gepleisterde puntgevel | Werk-woonhuis             |                       |                                | Vlasmarkt 19            | 51° 29' 55" NB, 3° 36' 35" OL | 29628  | Meer afbeeldingen |
| Huis met gecementeerde puntgevel, oorspronkelijk trapgevel | Woonhuis                  |                       |                                | Vlasmarkt 20            | 51° 29' 55" NB, 3° 36' 36" OL | 29644  | Huis met gecementeerde puntgevel, oorspronkelijk trapgevel |
| Huis met gepleisterde puntgevel | Woonhuis                  |                       |                                | Vlasmarkt 21            | 51° 29' 55" NB, 3° 36' 35" OL | 29629  | Meer afbeeldingen |
| Poppekerke | Woonhuis                  |                       |                                | Vlasmarkt 23            | 51° 29' 55" NB, 3° 36' 35" OL | 29630  | Meer afbeeldingen |
| Huis met rechte gevel | Woonhuis                  |                       |                                | Vlasmarkt 24            | 51° 29' 56" NB, 3° 36' 36" OL | 29645  | Meer afbeeldingen |
| Huis met geverfde rechte gevel | Werk-woonhuis             |                       |                                | Vlasmarkt 25            | 51° 29' 55" NB, 3° 36' 35" OL | 29631  | Meer afbeeldingen |
| Huis met brede geverfde lijstgevel op gepleisterde plint | Werk-woonhuis             |                       |                                | Vlasmarkt 26            | 51° 29' 56" NB, 3° 36' 35" OL | 29646  | Meer afbeeldingen |
| Pand met gevel op hardstenen plint en drie gepleisterde toppen | Woonhuis                  |                       |                                | Vlasmarkt 28            | 51° 29' 56" NB, 3° 36' 34" OL | 29647  | Meer afbeeldingen |
| Het Paeuken | Woonhuis                  | 17e eeuw              |                                | Vlasmarkt 34            | 51° 29' 56" NB, 3° 36' 34" OL | 29648  | Meer afbeeldingen |
| Huis met gepleisterde lijstgevel | Werk-woonhuis             |                       |                                | Vlasmarkt 37            | 51° 29' 55" NB, 3° 36' 34" OL | 29632  | Meer afbeeldingen |
| Huis met gecementeerde lijstgevel | Werk-woonhuis             |                       |                                | Vlasmarkt 39            | 51° 29' 55" NB, 3° 36' 33" OL | 29633  | Meer afbeeldingen |
| Drie huizen met gecombineerde winkelpui | Woonhuis                  |                       |                                | Vlasmarkt 42-44-46      | 51° 29' 55" NB, 3° 36' 33" OL | 29649  | Meer afbeeldingen |
| Huis met trapgevel bekroond door toppilaster op gebeeldhouwde draagsteen | Woonhuis                  |                       |                                | Vlasmarkt 45            | 51° 29' 55" NB, 3° 36' 33" OL | 29634  | Meer afbeeldingen |
| Huis met brede gecementeerde lijstgevel | Werk-woonhuis             |                       |                                | Vlasmarkt 48            | 51° 29' 55" NB, 3° 36' 32" OL | 29650  | Meer afbeeldingen |
| Huis met op de hoeken afgeschuinde lijstgevel | Werk-woonhuis             |                       |                                | Vlasmarkt 49            | 51° 29' 55" NB, 3° 36' 32" OL | 29635  | Meer afbeeldingen |
| Huis met lijstgevel en risalerende middentravee. Bekend als Huis 's-Hertogenbosch | Woonhuis                  | 17e eeuw              | Pieter Noorwits en Pieter Post | Vlasmarkt 51            | 51° 29' 55" NB, 3° 36' 32" OL | 29636  | Meer afbeeldingen |
| Huis met aan de top afgeschuinde lijstgevel | Werk-woonhuis             |                       |                                | Vlasmarkt 52            | 51° 29' 55" NB, 3° 36' 32" OL | 29651  | Meer afbeeldingen |
| Door lijst afgeknotte puntgevel, top met vlechting | Woonhuis                  |                       |                                | Vlasmarkt 53            | 51° 29' 55" NB, 3° 36' 31" OL | 29637  | Meer afbeeldingen |
| Huis met ingezwenkte gepleisterde lijstgevel | Werk-woonhuis             |                       |                                | Vlasmarkt 56            | 51° 29' 55" NB, 3° 36' 31" OL | 29652  | Meer afbeeldingen |
| Pakhuis met lijstgevel, meegebouwd met de kromming van de bocht | Werk-woonhuis             |                       |                                | Wijngaardstraat 9       | 51° 29' 57" NB, 3° 36' 34" OL | 29708  | Meer afbeeldingen |
| Huis met trapgevel | Woonhuis                  |                       |                                | Wijngaardstraat 11      | 51° 29' 57" NB, 3° 36' 33" OL | 29709  | Meer afbeeldingen |
| Pakhuis | Industrie                 |                       |                                | Wijngaardstraat 13      | 51° 29' 58" NB, 3° 36' 33" OL | 29710  | Meer afbeeldingen |
| Pakhuis met lijstgevel | Pakhuis                   |                       |                                | Wijngaardstraat 15      | 51° 29' 58" NB, 3° 36' 33" OL | 29711  | Meer afbeeldingen |
| Huis met geverfde langsgevel | Woonhuis                  |                       |                                | Wijngaardstraat 19      | 51° 29' 58" NB, 3° 36' 33" OL | 29712  | Meer afbeeldingen |